# 硝酸レダクターゼ
硝酸レダクターゼ（nitrate reductase）は、窒素代謝酵素の一つで、次の化学反応を触媒する酸化還元酵素である。
亜硝酸 + 受容体 {\displaystyle \rightleftharpoons } 硝酸 + 還元型受容体
反応式の通り、この酵素の基質は亜硝酸と受容体、生成物は硝酸と還元型受容体である。補因子として鉄とモリブデンとシトクロムを用いる。
組織名はnitrite:acceptor oxidoreductaseで、別名にrespiratory nitrate reductase、nitrate reductase (acceptor)、nitrite:(acceptor) oxidoreductaseがある。